# 实验摇滚
实验摇滚（英語：Experimental rock），又称先锋摇滚（Avant-rock）是摇滚乐的一种亚流派，它突破了常见作曲和传统演奏技巧的界限，或对摇滚乐的基本元素进行实验。音乐家们以解放和创新为目标，该流派的一些显著特点包括即兴演奏、前卫影响、使用奇特的乐器、晦涩的歌词（或器乐演奏）、非正统的结构和节奏，以及对商业愿望的基本排斥。
从摇滚乐诞生开始，摇滚乐就是带有实验性的音乐流派，但是直到1960年代后期多轨录音进步后，摇滚音乐家才开始运用此技术创造更长、更复杂的作曲。在德国，音乐家融合了即兴演奏、迷幻摇滚、电子音乐、前卫音乐和当代古典音乐等音乐元素，创造出了“酸菜摇滚”。1970年代后期，随着朋克摇滚、新浪潮、DIY音乐和实验音乐的发展，出现了一场重要的音乐杂交。放克、爵士摇滚和融合爵士乐也融入进了实验摇滚。
1980年代初期的实验摇滚乐队所创作的音乐几乎没有可直接参考的先例。80年代末，实验摇滚开始追求一种迷幻美学，与后朋克所追求的自省性和警惕性形成差别。在1990年代，后摇滚运动成为实验摇滚的主流形式。到了2010年代，“实验摇滚”已经被滥用。